# Dianthus integer
Dianthus integer är en nejlikväxtart. Dianthus integer ingår i släktet nejlikor, och familjen nejlikväxter.

## Underarter
Arten delas in i följande underarter:
- D. i. integer
- D. i. minutiflorus